# 1889 v športu
1889 v športu.

## Bejzbol
- World Series - New York NL premagajo Brooklyn AA s 6-3 v tekmah

## Kriket
- 12. - 13. marec: v Port Elizabethu je Južna Afrika igrala tekmo testnega kriketa proti Angliji. Anglija je zmagal z 8 wicketi.
- Glavna angleška moštva se sestanejo in se dogovorijo za način rangiranja moštev za naslednjo sezono; rojen je County Cricket Championship.

## Golf
- Odprto prvenstvo Anglije - zmagovalec Willi Park Jr.
- Britansko amatersko prvenstvo - zmagovalec Johnny Laidlay

## Konjske dirke
- 14. maj: Kentucky Derby - zmagovalec Spokane

## Nogomet
- Football League - Preston North End končajo sezono nepremagani, kar ponovi šele Arsenal F.C. v sezoni 2003/04.
- FA Cup - Preston North End premagajo Wolverhampton Wanderers F.C.Wolverhampton Wanderers s 3-0, s čimer postanejo prva ekipa, ki je osvojila dvojno krono.
- Oktober: Člani veslaškega kluba Brentford Rowing Club ustanovijo Brentford F.C.

## Veslanje
- Regata Oxford-Cambridge - zmagovalec Cambridge

## Boks
- V zadnjem dvoboju z golimi pestmi John L. Sullivan premaga Jaka Kilraina po 75 rundah.

## Rojstva
- 9. april — Johnny Kilbane, ameriški boksar v peresno lahki kategoriji († 1957)
- 12. junij — Julius Skutnabb, finski hitrostni drsalec († 1965)